# Kino Komuna
Kino Komuna je kino, ki je deloval v samem mestnem središču Ljubljane, v prehodu s Tomšičeve na Cankarjevo ulico, tik ob blagovnem centru Nama.
Leta 1896 so na prostoru poznejšega Kina Komuna sploh prvič v Sloveniji prikazali "živeče fotografije v življenjski velikosti", ki jih je v Ljubljano pripeljal potujoči kinematograf.
Leta 1909 so kino sprva poimenovali Ideal. Novo kinodvorano je odprl Anton Deghenghi, bogati italijanski trgovec, ki je v Ljubljano prišel iz Trsta. Ideal se je nahajal v dobro znanem mestnem prehodu - v poslopju hotela Pri Maliču. Deghenghi je sicer že tri leta pred tem ustanovil kino Edison, ki je bil prvi stalni ljubljanski kinematograf.
Odprtje kina Ideal so obeležili tudi ljubljanski filharmoniki. Deghenghi je ob odhodu dveh tekmecev, ki sta neslavno hitro propadla zaradi slabih kopij, starih filmov in posledičnega pomanjkanja občinstva postal edini ljubljanski prikazovalec filmov; Edison je kmalu ugasnil, Ideal pa je tako še pridobil pomembnost in je prevzel osrednjo vlogo v razvoju slovenske kinematografije v naslednjih 40 letih. Po drugi svetovni vojni so Ideal priložnostno preimenovali v Moskvo, leta 1953 pa je postal - Kino Komuna..
Kino Komuna je imel leta 2004 64.000, 2007 pa le 28.000 obiskovalcev.
Leta 2008 so Kino Komuna zaprli in ga prenovljenega ponovno odprli septembra 2011.